# Thạnh Đức, Tây Ninh
Thạnh Đức là một xã thuộc tỉnh Tây Ninh, Việt Nam.

## Địa lý
Xã Thạnh Đức có diện tích 99,06 km², dân số năm 2025 là 44. 539 người, mật độ dân số đạt 450 người/km².

## Hành chính
Xã Thạnh Đức được chia thành 14 ấp: Bến Chò, Bến Đình, Bến Mương, Bến Rộng, Bông Trang, Cẩm An, Cẩm Bình, Cẩm Long, Cẩm Thắng, Cầu Sắt, Đường Long, Rộc A, Rộc B, Trà Võ.